# 市川都志春
市川 都志春（いちかわ としはる、1912年1月18日 - 1998年4月29日）は、日本の作曲家、音楽教育者。教育芸術社の創業者。静岡県浜松市出身。

## 人物
音楽教育に力を入れ、多くの音楽教科書の著述、編集を務めたことで知られる。また、各地の学校で校歌の作曲を多く手がけている。
浜松市で生まれ、中学からは東京に移り住んだ。旧制市立ニ中（現・東京都立上野高等学校）では、福田恆存（英文学）、高橋義孝（独文学）と同期。作曲を志し、1935年に東京音楽学校の器楽部ヴァイオリン科に入り、安藤幸子、ウィリー・フライに師事した。また課外でクラウス・プリングスハイムに作曲を学び、1937年本科卒業後は研究科に進んで、信時潔に半年間作曲を学ぶ。また1938年には諸井三郎に1年間師事した。
1938年4月の第6回日本音楽コンクールに応募した『序曲』が第3位入選、同年11月の第7回は『交響曲の第1楽章』が第1位入選した。1940年、日本放送協会募集紀元2600年記念管弦楽曲には『交響組曲「春苑」』が第1席入選し、1942年にはビクター主催第1回管弦楽懸賞に『沃野』が予選通過、1943年、東宝映画主催映画音楽コンクールには『交響組曲「熱風」』が第1位入選するなど、戦時中、多方面で活動した。戦後は教育活動が主となったが、1970年代に再び大規模な管弦楽曲に手を染め、チェコを中心に海外でも紹介され、ズデニェク・コシュラー指揮チェコ・フィルハーモニー管弦楽団による録音もある。
戦後、1947年に弟の肇（1918 - 1993）と共に教育芸術社を起こし、小・中学校向けの音楽教科書や合唱曲集を出版するなどの音楽教育に携わった。
元・教育芸術社社長の市川昶史は都志春の子。作曲家の鹿谷美緒子は孫。

## 略歴
- 1937年（昭和12年） - 東京音楽学校（現・東京芸術大学）卒業
- 1945年（昭和20年） - 日本音楽文化連盟常任理事
- 1948年（昭和23年） - 教育芸術社を設立

## 主な作品
括弧内は作詞者。

### 管弦楽曲
- 交響組曲「春苑」（1940年、皇紀2600年奉祝曲）
- 管弦楽のための嬉遊曲（1940年）
- 管弦楽のための前奏曲（1941年）
- 管弦楽のための3つの序曲（1941年）
- 祝典序曲「暁雲」（1941年） - 新京音楽院が募集した満洲国十周年慶祝のための祝典序曲コンクール当選作。（「音楽之友」1942年1月号に記載）
- 交響組曲「沃野」（1942年）
- この日暁（1942年、交響詩曲「皇軍頌歌」第四曲）
- 日本旋法を基調とした交響曲（1977年） - 「陰の章」と「陽の章」から成る。
- 交響的楽章「凝の章」（1978年）
- ピアノ協奏曲「呂旋法に依る主題と五つの展開」（1981年）
- ヴァイオリン協奏曲（1982年）

### 吹奏楽曲
- 吹奏楽のための詩曲「熱風」（1942年、日本海軍に献納）
- ブラスバンドのための「交響的断章」

### 室内楽・独奏曲
- ラプソディ第2番（ベル、ヴィブラフォン、シロフォン、アコーディオン、リード・オルガン、電子オルガン、ピアノ、打楽器のための）
- ピアノのための詩曲

### 歌曲
- 歌曲集「『春の岬』より」
- 四つの抒情歌
- 三好達治の詩による22の歌曲
- 新田左武郎の詩による「山上祭礼」

### 合唱曲
- 交声曲「鎮魂曲」（1944年）
- 混声四部合唱のための組曲「旅人の歌」（三好達治） - 混声三部版、児童合唱版あり。
- 混声四部合唱のための組曲「畎畝」（三好達治）
- 混声四部合唱のための組曲「木曜手帖」
- 混声三部合唱のための「幻想のコロボックル」～アイヌの伝説による（久野静夫）
- 混声三部合唱組曲「はだか馬に風が吹いた」（名取和彦、吉岡治、松本たけし）
- 混声三部合唱組曲「歌おう友よ」
- 混声三部合唱組曲「四つのバラード」 - 児童合唱版あり。
- 児童合唱のための組曲「走れマラソン」
- 児童合唱のための組曲「五つのマーチ」
- 児童合唱のための組曲「しあわせな花」
- こぐまの二月（平井多美子）
- どんぐりさんのおうち（久野静夫）
- なかよしマーチ（平井多美子）
- 春のまきば（阪田寛夫）
- 夢をのせて（中山知子）- 資料によってはボヘミア民謡またはロシア民謡とも。兼田敏によって、混声3部と吹奏楽のために編曲されている。
- 陽気な船長

### 校歌
- 南房総市立千倉中学校　作詞：小林純一
- 川口市立新郷南小学校　作詞：阪田寛夫
- 板橋区立北野小学校  作詞：北野小学校
- 横浜市立東本郷小学校　作詞：小林純一
- 君津市立坂田小学校　作詞：阪田寛夫
- 松戸市立常盤平中学校  作詞：渡邊亞紀人
- 旭市立海上中学校　作詞：大石逸策
- 富士宮市立富士宮第二中学校　作詞：金田一京助
- 浜松市立中部中学校　作詞：国語部
- 浜松市立曳馬中学校　作詞：丸山薫
- 菊川市立菊川西中学校　作詞：小林純一
- 飯塚市立穂波西中学校　作詞：深町純亮
- 大阪信愛学院　作詞：小林恒市　改定：角田チエ子
- 佐世保市立春日小学校　作詞：中川竜一
- 白川町立黒川中学校
- 御前崎市立浜岡中学校　作詞：山本和夫